# Weizklamm
Weizklamm este o arie protejată (sit de importanță comunitară — SCI) din Austria întinsă pe o suprafață de 171,18 ha, integral pe uscat.

## Localizare
Centrul sitului Weizklamm este situat la coordonatele 47°16′09″N 15°34′44″E / 47.2691°N 15.5789°E.

## Înființare
Situl Weizklamm a fost declarat sit de importanță comunitară în octombrie 2015 pentru a proteja 8 specii de animale.

## Biodiversitate
Situată în ecoregiunea alpină, aria protejată conține 5 habitate naturale: Pajiști panonice carstice (Stipo-Festucetalia pallentis), Peșteri inaccesibile publicului, Păduri de fag din Europa Centrală dezvoltate pe sol calcaros cu Cephalanthero-Fagion, Păduri pe pante, grohotișuri și ravene de Tilio-Acerion, Păduri ilirice de Fagus sylvatica (Aremonio-Fagion).
La baza desemnării sitului se află mai multe specii protejate de  mamifere (8): liliac cârn (Barbastella barbastellus), liliac cu aripi lungi (Miniopterus schreibersii), liliac cu urechi mari (Myotis bechsteinii), liliac cu urechi de șoarece (Myotis blythii), liliac cărămiziu (Myotis emarginatus), liliac comun (Myotis myotis), liliacul mare cu potcoavă (Rhinolophus ferrumequinum), liliacul mic cu potcoavă (Rhinolophus hipposideros).